# زیردریایی واندمیر (کیو۵۹)
زیردریایی واندمیر (کیو۵۹) (به انگلیسی: French submarine Vendémiaire (Q59)) یک زیردریایی بود که طول آن ۵۱٫۱ متر (۱۶۷ فوت ۸ اینچ) بود. این زیردریایی در سال ۱۹۰۷ ساخته شد.